# Loket (okres Sokolov)
Loket (německy Elbogen) je historické město na východním okraji okresu Sokolov v Karlovarském kraji. Žije zde přibližně 3 100 obyvatel. Loket leží na úpatí Slavkovského lesa na meandru řeky Ohře a býval důležitým královským městem a centrem Loketského kraje. Loket je oblíbeným turistickým cílem. Dominantou města je gotický hrad vypínající se na kamenném ostrohu nad řekou. Centrum města je památkovou rezervací.

## Historie

### Založení hradu a města

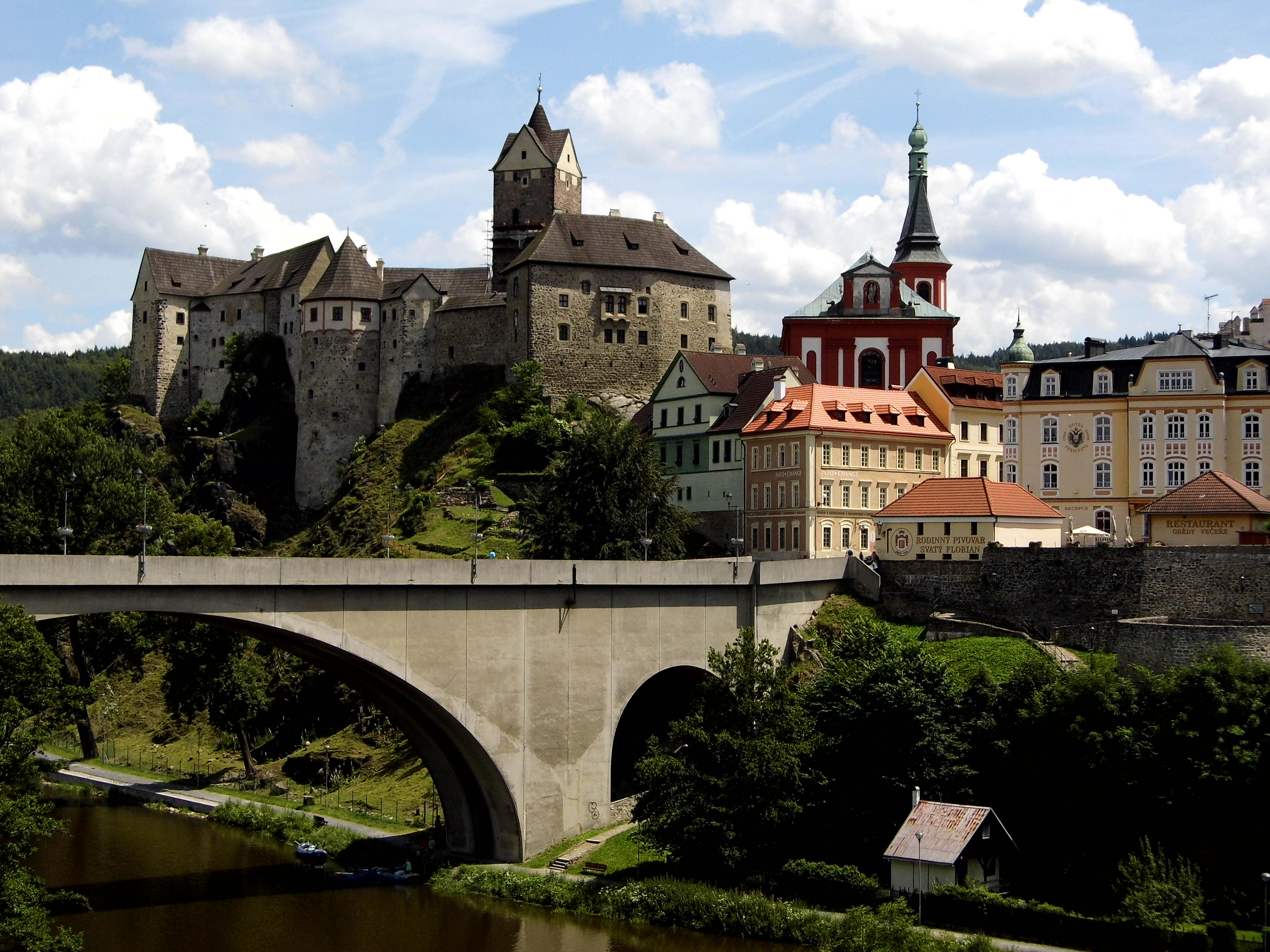
Hrad Loket a most T. G. Masaryka

Historie loketského hradu sahá do 12. století, založení města pod ním je mladšího data (první písemná zmínka Loket pochází z roku 1234; latinsky zmíněn i jako Cubitum) a zřejmě souvisí s německou kolonizací pohraničí Václavem I. Do počátku 14. století se dotvořil rastr královských měst Čech a Moravy. Nejvydatněji k tomu přispěla vláda českého krále Přemysla Otakara II. Teprve on vtiskl urbanizačnímu tempu potřebnou dynamiku. Síť královských měst se zahustila a prakticky dovršila.
Do více než padesáti měst spojených s fundacemi tohoto velkého krále patří také Loket, jak píše historik Josef Žemlička ve své publikaci Přemysl Otakar II. král na rozhraní věků. Žemlička dále píše, že pevný hrad v Lokti patřil od druhé čtvrtiny 13. století k zemským oporám na hranici s Chebskem. Za Přemysla Otakara II. získala v Loketsku na tempu kolonizace pronikající z Chebska. Dá se tedy předpokládat, že králova iniciativa osídlovat pohraničí vedla k tomu, že se pod loketským hradem ustavila městská obec, i když názory na to nejsou jednoznačné. Král vybavil loketskou hradní pevnost soustavou manství, jejichž dědičné uživatele vyňal z provinciální jurisdikce a přiřadil k soudu purkrabího nebo krále, ač se jasné doklady hlásí do časů Jana Lucemburského. Existence manského systému na Loketsku se dá odvozovat od manského systému zakládaném Přemyslem Otakarem II. v Kladsku, kde se některé listiny výsad dochovaly.
Z uvedeného se dá bez velké konstrukce usuzovat, že Loket patřil do oblasti silného zájmu Přemysla Otakara II. v opevňování a osídlování pohraničí, stejně jako je to u nedalekého Ostrova a Kadaně.
Více než dvacet let trvaly boje měšťanů v Lokti proti šlechtickému rodu Šliků, kteří byli zástavními pány královského města Loket. Bratři Šlikové Loket dobyli se saskou pomocí v roce 1504, ale zemský soud v Praze rozhodl, aby Šlikové vrátili měštanům jejich konfiskované majetky a umožnili jim pobyt ve městě. Rozsudek soudu byl vynucen vojskem českých stavů, které vytáhlo proti Šlikům.

### 20. století
V letech 1938 až 1945 byl Loket přičleněn (v důsledku uzavření Mnichovské dohody) k nacistickému Německu. Dne 6. května 1945 byl osvobozen americkou armádou.

### Průmysl
Po geologickém průzkumu Fridricha Mohse z roku 1811, při němž byla objevena ložiska kaolínu, zde Josefa Haidingerová zakoupila pozemky. Roku 1816 její synové, bratři Evžen a Rudolf Haidingerové zbudovali hrnčířskou pec, přivedli odborné zaměstnance (točíře, paliče, modeléra a malíře), kterých měli koncem roku 1817 již dvanáct. Vznikla manufaktura na porcelán, inzerovaná jako pobočka porcelánky vídeňské. Poté, co vídeňská inspekce shledala nedostatky a ukončila patronát, dostala porcelánka roku 1818 od gubernia vlastní zemské privilegium. Po překonání krize se od roku 1821 rozběhla velmi úspěšná výroba stolního nádobí a lékárenských nádob, která pod různými značkami (Gebrüder Haidinger, v letech 1873–1918 Springer a spol., od 1918 Epiag). Výroba porcelánu ve městě byla ukončena.

## Přírodní poměry
Město se nachází v údolí Ohře a jeho významném meandru. Protékají zde také Kamenitý potok a Stoka, které se v Lokti vlévají do Ohře. V katastrálním území města se nalézá přírodní památka Moučné pytle.

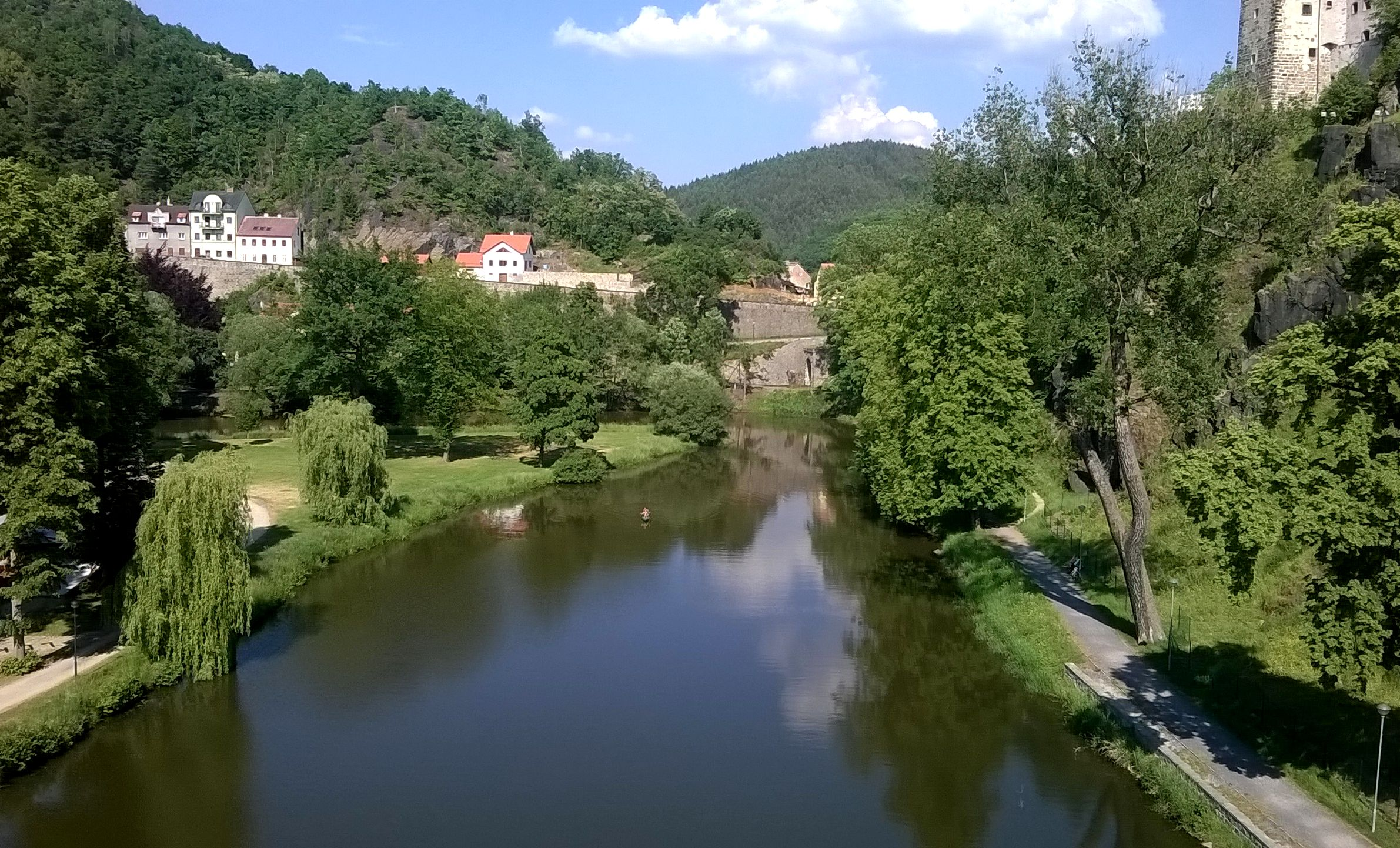
Ohře pod hradem

Loket leží na karlovarském plutonu, tedy vyvřelém tělese, které určuje geologickou stavbu. Převažující horniny jsou granitového původu (žula a její metamorfity). Geologickou zvláštností je pak výskyt tzv. karlovarského dvojčete, což je specifická forma živce.
Z geomorfologického pohledu se Loket nachází nad meandrem řeky Ohře vytvořeném do tvaru cubitu, tedy lidského lokte. Tento tvar se pak promítl do jména města. Samotné město shlíží na řeku Ohři ze skalní ostrožny (opět žulového původu). Celá oblast je charakteristická svým zvlněným povrchem, který se formoval po alpinsko-karpatském vrásnění, kdy vznikl tzv. podkrušnohorský prolom, jehož jižní hranice probíhá severně od města Loket. Jižně se pak rozkládá Slavkovský les, což je jednak chráněná krajinná oblast a jednak vrchovina. Zatímco okolní vrcholy skýtají pohled z nadmořské výšky 530 až 658 metrů nad mořem, průměrná nadmořská výška města je 427 metrů.

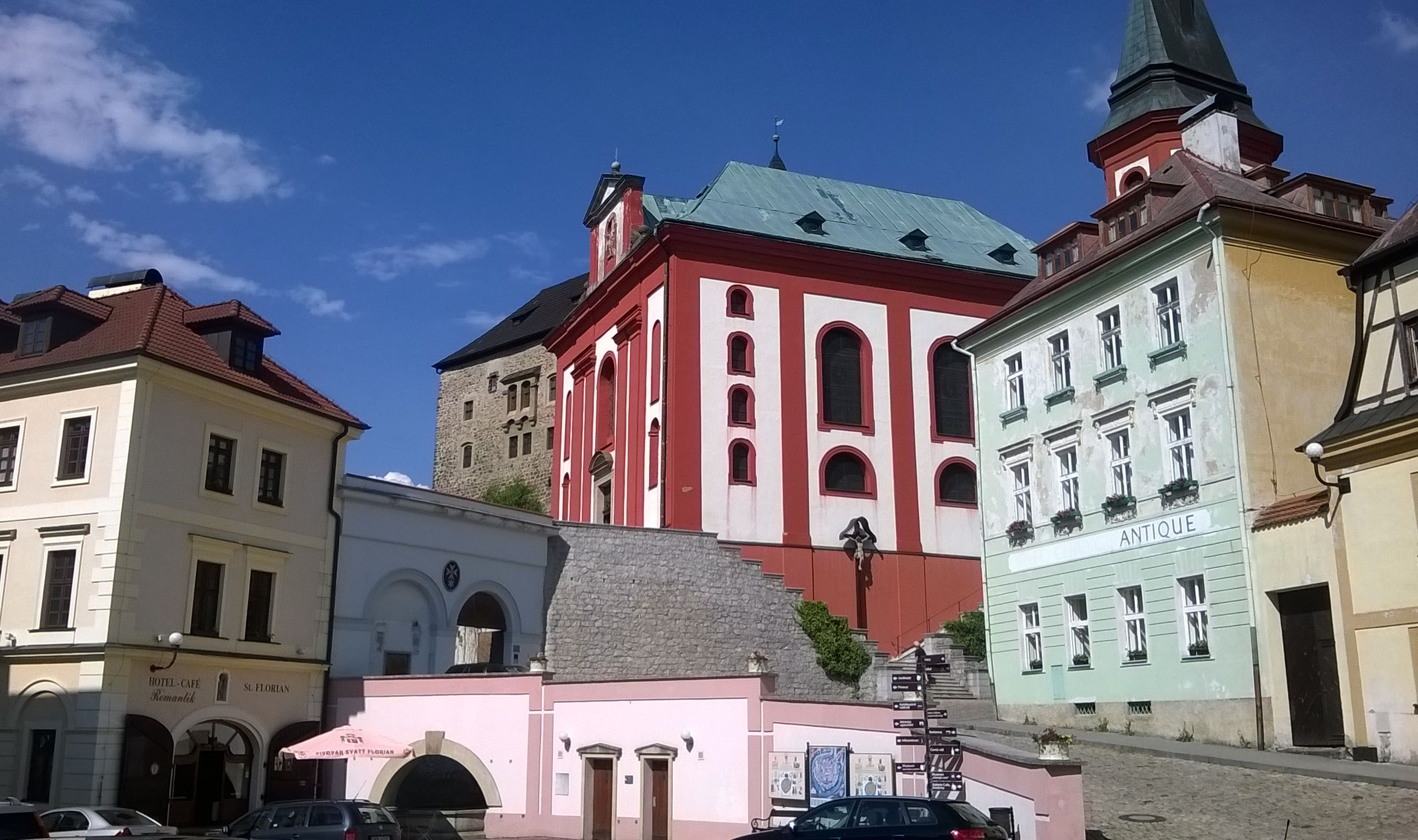
Centrum města s kostelem svatého Václava

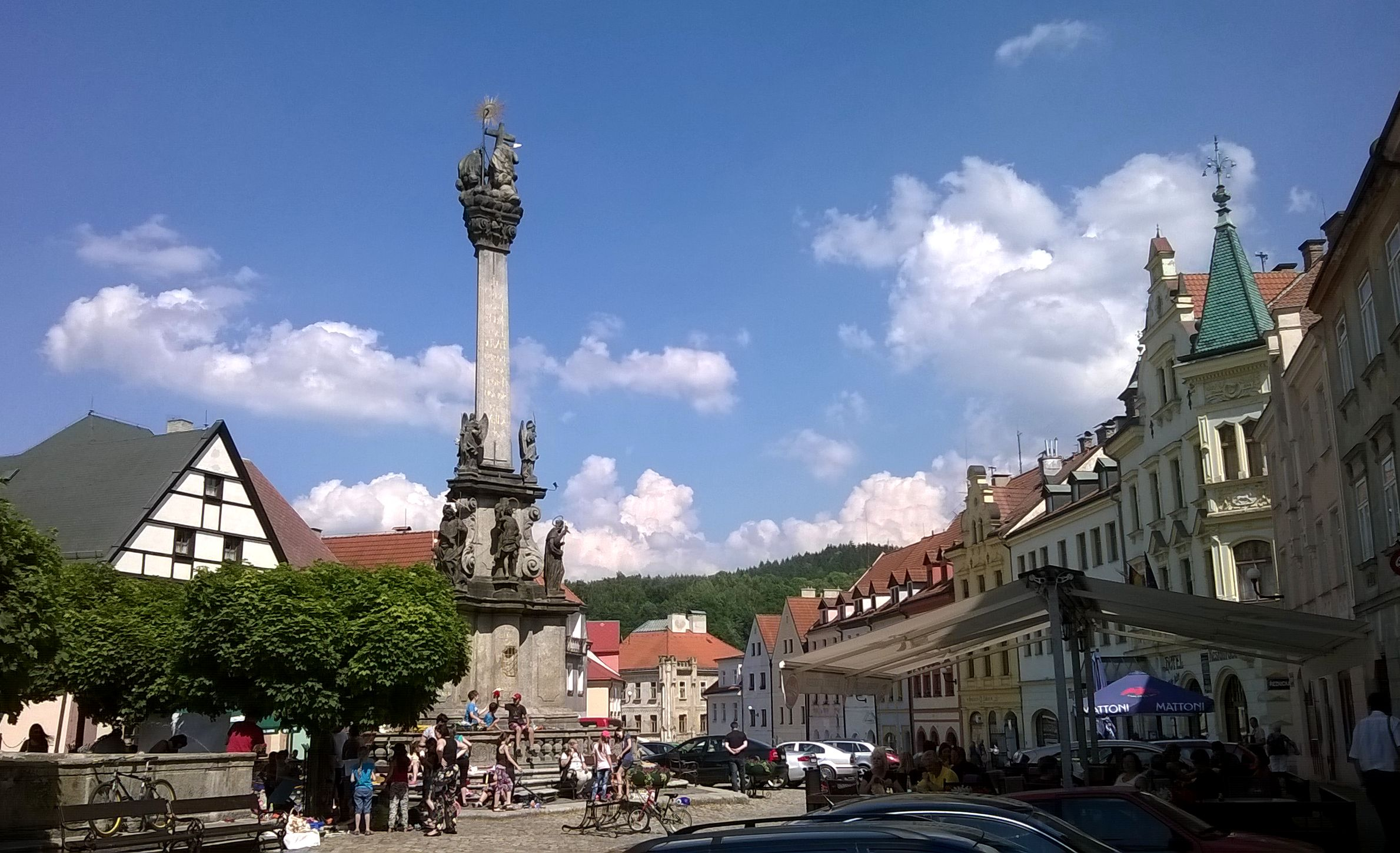
Náměstí se sloupem Nejsvětější Trojice

Řeka Ohře tvoří vodní páteř regionu. Na ní navazují četné přítoky, v Lokti konkrétně: Loučský potok (zleva), Kamenitý potok (zprava), Stoka (zprava) a další menší potoky s krátkým tokem (do 1000 metrů). Mimo vodní toky se zde nenachází jiná vodní plocha, jež by stála za zmínku.
Půdní pokryv je poplatný vývoji a členitosti zdejšího terénu. Většinou se zde vyskytují podzoly a hnědé půdy. Jedině v okolí Ohře se dá mluvit o fluviálních půdách. Povaha půd je dána mimo jiné i zalesněním: z 26,74 km² rozlohy města je celých 18,12 km² (67 %) zalesněno a pouhých 7 % připadá na ornou půdu.
Podnebí je v Lokti mírné, průměrná teplota za posledních 15 let je zde 7,9 °C a průměrné roční množství srážek činí 646 milimetrů. Klima velmi ovlivňují Krušné hory, které při severozápadním proudění vytváří srážkový stín a srážky se zde při tomto vlhkém proudění oproti ostatnímu území České republiky téměř nevyskytují. Naopak při jihozápadním proudění se srážky o Krušné hory zastaví a může zde pršet i několik dní. Minimální naměřená teplota za posledních 15 let je zde −23,4 °C z 6. ledna 2002 a maximální 38,1 °C z 16. července 2007. Měření zde provádí amatérský meteorolog Karel Hrdlička.[zdroj⁠?!]
Z hlediska biosférického se zde vyskytuje průměrná česká biota, les mírného pásu s listnatým a jehličnatým porostem. Fauna je zde obdobná jako ve zbytku republiky (u horního jezu je zbudován tzv. rybí přechod).

## Obyvatelstvo
Při sčítání lidu v roce 1921 zde žilo 3 837 obyvatel, z nichž bylo 69 Čechoslováků, 3 660 Němců, tři Židé a 105 cizinců. K římskokatolické církvi se hlásilo 3 678 obyvatel, k evangelické 90 obyvatel, 55 k církvi izraelitské, devět k jiné církvi a pět bylo bez vyznání.
| Rok            | 1869  | 1880  | 1890  | 1900  | 1910  | 1921  | 1930  | 1950  | 1961  | 1970  | 1980  | 1991  | 2001  | 2011  | 2021  |
| -------------- | ----- | ----- | ----- | ----- | ----- | ----- | ----- | ----- | ----- | ----- | ----- | ----- | ----- | ----- | ----- |
| Počet obyvatel | 3 257 | 3 298 | 3 744 | 4 438 | 4 059 | 3 837 | 3 998 | 2 255 | 2 276 | 1 789 | 1 662 | 2 851 | 3 026 | 2 823 | 2 755 |
| Počet domů     | 285   | 316   | 334   | 364   | 377   | 374   | 429   | 474   | 434   | 314   | 313   | 363   | 387   | 427   | 464   |

| Rok            | 1869  | 1880  | 1890  | 1900  | 1910  | 1921  | 1930  | 1950  | 1961  | 1970  | 1980  | 1991  | 2001  | 2011  | 2021  |
| -------------- | ----- | ----- | ----- | ----- | ----- | ----- | ----- | ----- | ----- | ----- | ----- | ----- | ----- | ----- | ----- |
| Počet obyvatel | 4 179 | 4 120 | 4 663 | 5 538 | 5 104 | 4 716 | 5 083 | 2 664 | 2 595 | 2 037 | 1 833 | 2 989 | 3 202 | 2 978 | 2 936 |
| Počet domů     | 413   | 454   | 482   | 512   | 534   | 531   | 602   | 644   | 434   | 379   | 366   | 421   | 469   | 511   | 550   |

## Městská správa

### Části města
- Dvory
- Loket
- Nadlesí
- Údolí

### Městské symboly
Vlajka byla městu udělena rozhodnutím předsedy Poslanecké sněmovny Parlamentu České republiky dne 15. prosince 1998.

## Doprava
Městem prochází silnice II/209 spojující Loket s Horním Slavkovem a III/2099 do Sokolova. Na železniční trati Nové Sedlo u Lokte – Krásný Jez jsou ve městě dvě zastávky: Loket a Loket předměstí. Městem vede úsek cyklotrasa Ohře v úseku ze Sokolova do Karlových Varů.

## Pamětihodnosti

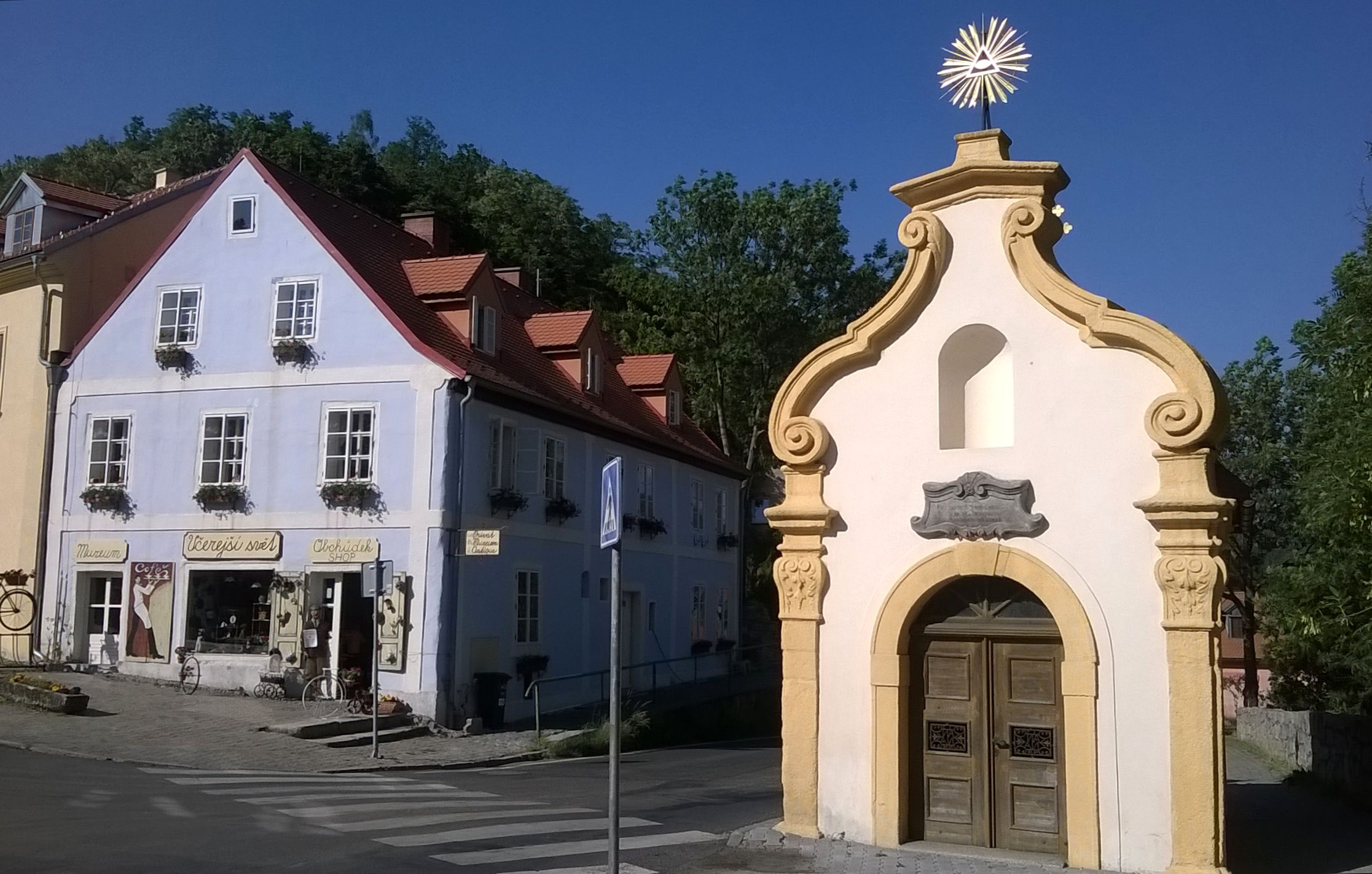
Kaple svaté Anny

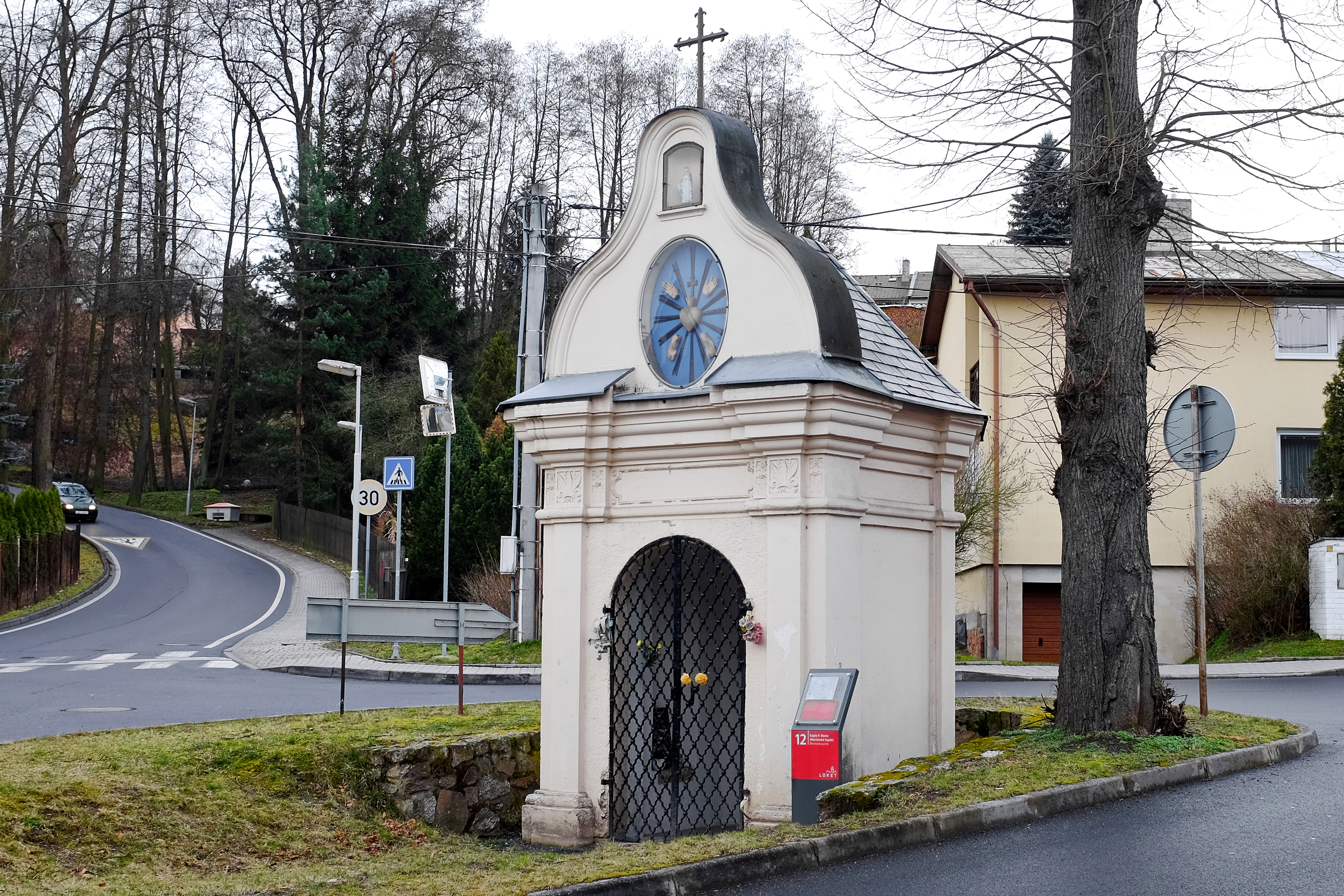
Kaple Panny Marie

Roku 1980 bylo historické jádro vyhlášeno městskou památkovou rezervací.
- Dominantou města je hrad Loket ze 13. století. Mimo českých králů se v držení vystřídali jáchymovští Šlikové a také pánové z Plavna. Ve druhé polovině začal hrad sloužit jako vězení a tím byl až do roku 1948. Poté byl zestátněn a opuštěn. Po roce 1989 proběhla jeho rekonstrukce a hrad je zpřístupněn veřejnosti.
- U města se nachází mezinárodní motokrosová trať, kde se každoročně pořádají mezinárodní závody série MXGP.
- Městské opevnění
- Kostel svatého Václava
- Sloup Nejsvětější Trojice
- Hotel U Bílého koně
- Městská dvorana
- Mariánský sloup
- Kaple svaté Anny
- Kaple Panny Marie

## Osobnosti
- Václav Payer z Lokte (1488–1537), lékař
- Marian Josef Heinl (1785–1867), duchovní
- Hugo Jelínek (1834–1901), průmyslník a politik
- Ferdinand Pfohl (1862–1949), hudební kritik, hudební skladatel a spisovatel
- Jiří Pražák (1846–1905), právník
- František Lederer (1898–1948), novinář
- Jaroslav Slípka (1926–2013), lékař
- Wolfgang von Schwind (1879–1949), rakouský herec a operní zpěvák
- Mikuláš Puchner († 1490), velmistr Řádu křižovníků s červenou hvězdou

## Partnerská města
- Illertissen, Německo